# Licinius II
Valerius Licinianus Licinius (ca. 313 - ca. 325), beter bekend als Licinius II, was Romeins Caesar onder zijn vader Licinius I, van 317 tot 324. Van hem is zeer weinig bekend.
Licinius II was zoon van Licinius I en diens vrouw Constantia, een halfzus van Constantijn de Grote. Licinius had nog een andere zoon, van wie de moeder een slavin was en de naam niet bekend is. Licinius II is geboren ca. 313, in ieder geval na het huwelijk van zijn ouders in Rome in 312.
Na de eerste burgeroorlog tussen Licinius en Constantijn werd er in 317 vrede gesloten, en werden er drie nieuwe Caesars benoemd: Constantijns oudste twee zonen Crispus en Constantijn II, en Licinius II. Licinius II was toen nog zeer jong en zou vanzelfsprekend geen enkele macht hebben. Licinius II werd ook meteen consul.
In 321 brak de tweede burgeroorlog uit, en in 324 werd deze door Licinius en zijn medekeizer Martinianus verloren. Constantijn zette hen allen af (ook Licinius II), maar beloofde hen te sparen. Later brak hij zijn belofte toch, en Licinius II werd in 325 of 326 geëxecuteerd.